# لاساکی
لاساکی (به لاتین: Lasaki) یک روستا در لهستان است که در گمینا رودنگک (استان سیلسیان) واقع شده‌است. لاساکی ۲۲۰ نفر جمعیت دارد.